# Den Internationale Straffedomstol
 For alternative betydninger, se ICC.
Den Internationale Straffedomstol (ICC engelsk: International Criminal Court) er den første permanente internationale domstol for krigsforbrydelser, forbrydelser mod menneskeheden og folkedrab. 

## Baggrund
I tiden efter 2. verdenskrig ser verden et stort antal konflikter, hvor mennesker bliver udsat for grusomheder uden et efterfølgende retsopgør med gerningsmændene. Disse hændelser har været baggrunden for skabelsen af et permanent værktøj med henblik på at kunne retsforfølge personer, der har gjort sig skyldige i forbrydelserne nævnt ovenfor. 
Under den internationale konference i Rom i 1998 blev 120 lande enige om at oprette ICC. Domstolen stiller personer, som har begået alvorlige forbrydelser, såsom folkedrab, krigsforbrydelser og forbrydelser mod menneskeheden, til ansvar. Man bestemte, at domstolen skulle træde i kraft, når 60 lande havde ratificeret Domstolens statut (Rom-statutten). De sidste 11 ratificeringer, der var nødvendige for, at domstolen kunne træde i kraft, fandt sted den 11. april 2002. Domstolen har herefter kompetence over for forbrydelser begået 1. juli 2002 eller derefter.

## Organisationsart
Domstolen er ikke en egentlig FN-organisation, men er oprettet for at tilgodese behovet for at have en international instans, som kan retsforfølge personer, der har gjort sig skyldige i disse ovenfor nævnte forbrydelser, og med henblik på at sætte punktum for den straffrihed, som magthavere ofte har nydt fordi ingen national domstol har magtet at rejse sagen. (FN's internationale Domstol (ICJ) i Haag tager sig kun af sager mellem stater, ikke mellem individer)
ICC er en uafhængig international institution og dens mandat er beskrevet i Rom-statutten.

## Personale
Domstolen består af 18 internationale dommere. De vælges for ni år ad gangen af domstolens generalforsamling, der består af repræsentanter fra alle de stater, der har ratificeret domstolens statut. Domstolen har sin egen anklagemyndighed, der ledes af en Chefanklager, der for tiden er Fatou Bensouda. I domstolens anklagemyndighed er også en efterforskningsdivision.

## Jurisdiktion
Domstolen kan efterforske mulige forbrydelser, hvis:
- En eller flere af de involverede parter er stater, som har ratificeret statutten eller
- Den mistænkte er borger i en stat, der har ratificeret statutten eller
- Forbrydelsen er begået i en stat, der har ratificeret statutten eller
- En stat, der ikke har ratificeret statutten, accepterer domstolens jurisdiktion for så vidt angår en specifik forbrydelse, som begås på statens territorium eller af statens borgere.

Desuden kan Domstolen føre sager, der henvises fra FNs Sikkerhedsråd. Dette er eksempelvis sket med situationerne i Libyen og Sudan. Ingen af de to lande har ratificeret statutten.
De nationale domstole bevarer den fulde jurisdiktion til retsforfølgelse af de forbrydelser, der falder under domstolens kompetence. Domstolen må kun kan gribe ind, hvis det nationale retsvæsen mangler evnen eller viljen til at retsforfølge.

## Verserende sager

### Centralafrikanske Republik
Regeringen i den Centralafrikanske Republik bad i 2005 chefanklageren ved ICC om at indlede en undersøgelse i landet, der for øvrigt har ratificeret Rom-statutten. 
- Anklageren mod Jean-Pierre Bemba Gombo[3]

### Darfur,Sudan
Idet Sudan ikke har ratificeret Rom-statutten skulle FN's sikkerhedsråd stemme om hvorvidt krisen i Darfur kunne tages op, før sagen kunne henvises til Den Internationale Straffedomstol. Det gjorde de med resolution 1593 i 2005.
- Anklageren mod Omar Hassan Ahmad Al Bashir (Omar al-Bashir)[5]

- Anklageren mod Ahmad Muhammad Harun (Ahmad Harun) og Ali Muhammad Ali Abd-Al-Rahman (Ali Kushayb)[6]

- Anklageren mod Bahar Idriss Abu Garda[7]

- Anklageren mod Abdallah Banda Abakaer Nourain og Saleh Mohammed Jerbo Jamus[8]

### Demokratiske Republik Congo
Præsidenten i den Demokratiske Republik Congo bad i 2004 chefanklageren ved ICC om at indlede en undersøgelse i landet, der for øvrigt har ratificeret Rom-statutten.
- Anklageren mod Thomas Lubanga Dyilo[9]

- Anklageren mod Bosco Ntaganda[10]

- Anklageren mod Callixte Mbarushimana[11]

### Uganda
Præsidenten i Uganda bad i december 2003 chefanklageren ved ICC om at indlede en undersøgelse i landet, der for øvrigt har ratificeret Rom-statutten
- Anklageren mod Joseph Kony, Vincent Otti, Okot Odhiambo og Dominic Ongwen[12]